# Mathcad
Mathcad est un logiciel permettant de réaliser des calculs scientifiques. Son interface permet de réaliser des rapports, c'est-à-dire des documents formatés qui mêlent des calculs et des textes nécessaires à la compréhension d'un projet d'ingénierie.
Mathcad prend en charge .NET et le format XML natif.
Avec son interface bloc-notes unique, le logiciel intègre dans une même feuille de calcul les notations, textes et graphiques mathématiques standard. Il contient des fonctions de calcul numérique et de calcul formel.
PTC a racheté Mathsoft en avril 2006. Mathcad est aujourd'hui la propriété de PTC.